# Hydatoscia
Hydatoscia is een geslacht van vlinders van de familie spanners (Geometridae), uit de onderfamilie Ennominae.

## Soorten
- H. ategua Druce, 1892
- H. callas Druce, 1892
- H. carbania Druce, 1892
- H. melia Druce, 1892